# Giacomo Ceconi
Giacomo Ceconi (Pielungo, 29. september 1833-Videm, 18. julij 1910) je bil italijanski podjetnik.

## Življenje
Giacomo Ceconi se je rodil 29. septembra 1833 v mestu Val Nespolaria v dolini Val d'Arzino, blizu mesta Pielungo. Njegovo skromno družino je vodila mati, Maddalena Guerra. Leta 1851 se Giacomo, ki je bil nepismen, iz Pielunga preseli v Trst, takrat bogato kulturno mesto, kjer se je želel izučiti za gradbenega pomočnika. Mladi Ceconi obiskuje večerne šole in si hitro pridobi temeljna znanja geometrijskega načrtovanja. Z novim znanjem je iz zidarskega pomočnika postal zidar, in ko si je pridobil zaupanje delodajalcev, je začel dobivati vse pomembnejše naloge.

### Dela v Sloveniji, Avstriji in na Madžarskem
Leta 1857 je Giacomo Ceconi ustanovil svoje podjetje. Na čelu skupine delavcev iz rodne vasi je dokončal gradnjo pomembnega železniškega viadukta Borovnica in železniške proge, ki je Celovec povezala z Mariborom. Še ne 25-leten je dobil javne natečaje za dela na železniških progah na Hrvaškem, Koroškem in tudi Madžarskem. Kljub temu pa se Ceconi šele leta 1865 začne izoblikovati kot podjetnik: gradi stavbe vzdolž povezave Šopron-Sombotel, dobi naročilo za dela na železniški liniji od Verone do Tirolske, pri čemer zgradi tudi postaje v mestih Vipiteno, Colle Isarco, Brenner in Gries.
Pomembni so tudi njegovi doprinosi v železniškem prometu v okviru Avstro-Ogrske monarhije med letoma 1869 in 1871: proge iz mesta Kreuzstätten v Mislitz in iz mesta Grüssbach v Znojmo. Med letoma 1872 in 1875 je zgradil železniške postaje na Reki in v Pivki. Nato je deloval na Bavarskem, med letoma 1877 in 1879 pa je zgradil postaje v mestih Trbiž in Tablja. Proti koncu sedemdesetih let se vrne v Kraljevino Italijo, da bi zgradil železniško progo med mestoma Tablja in Trbiž.
Avstro-Ogrska monarhija mu leta 1879 podeli avstrijsko državljanstvo ter tako utiša habsburške podjetnike, ki so temu nasprotovali.

### Predor Arlberg
Železniški predor Arlberg se nahaja na železniški progi Bludenz-Innsbruck, ki Švico in Predarlbersko povezuje s Tirolsko. Odprtje nove železniške proge ni bil le izjemen dogodek mednarodnih razsežnosti, temveč je vzbudil veliko zanimanja tako na lokalni kot tudi državni ravni.

### Ceconijeva zadnja dela
Med letoma 1885 in 1887 je nadzoroval dela na progi Tabor-Horni Cerekev, kjer je zgradil tudi viadukt Cervena, s 67 metri drugi največji viadukt v Habsburški monarhiji. Viadukt so postavili brez armature.
Nato se je do leta 1900 posvetil delu v tržaškem pristanišču in drugih pristaniških mestih na Sardiniji. Njegovo zadnje delo, bohinjski predor, je zgradil že na stara leta.
Umrl je 18. julija 1910 v Vidmu.

## Ceconijev dvorec v mestu Pielungo
Dodelitev naslova grofa italijanske krone je s seboj prinesla tudi zahtevo, da Giacomo Ceconi zgradi rezidenco v velikosti in z značilnostmi dvorca. Ceconi se je odločil, da bo zgradil vilo, s pomočjo katere bi svoje potomce lažje obdržal v rodnem mestu Pielungo. Giacomo Ceconi je, zato da bi osebno prisostvoval načrtovanju in izgradnji dvorca, vse pogosteje in vse dalj časa preživel v svojem domačem kraju.
Pročelje dvorca krasijo kipi šririh pesnikov: Danteja Alighierija, Francesca Petrarce, Ludovica Ariosta in Torquata Tassa, ki krasijo pročelje dvorca.

### Umetniško-arhitekturni vidik
Ceconijev dvorec je mogočna neogotska zgradba v eklektičnem stilu s sledmi secesije, odseva pa tudi srednjeveški in renesančni slog. Značilni so zobčasti nadzidki in gotski balkoni, ki so postavljeni poleg pravokotnih oken. Arkade so v toplih barvnih odtenkih in so v nasprotju s freskami vzdolž dveh kril dvorca in s tistimi v luneti velikih gotskih oken. V dveh okenskih lunetah na vsaki strani glavnega vhoda so freske Georgea Stephensona (izumitelja lokomotive) in Alessandra Volte. Nad glavnim vhodom je med slikama obeh genijev in znanstvenikov upodobljena Mati božja z detetom. V zgornji etaži, nad tremi okni v prvem nadstropju, sta upodobitvi italijanske renesančne slikarke Irene di Spilimbergo in pesnice Vittorie Colinne. V osrednji luneti, med obema ženskima figurama, se nahaja Leonardo da Vinci. Na enem od mogočnih zobčastih stražnih stolpov je upodobljen Alessandro Manzoni.
Najvišji in najvitkejši stolp je bil namenjen za zvon, katerega zvok je klical delavce na posest. Ploščad pred dvorcem se odpira proti hribovitim pobočjem, posejanimi z gozdovi. Ploščad krasi tudi dvonadstropni koncentrični vodomet iz cementa v obliki kroga. Prefinjeni vodomet je bil predmet spora med gorjancem po imenu Nanol in grofom: pastir je dobil pravico, da s svojo čredo prečka dvorišče posestva in jo pripelje do vodnjaka, kjer se je lahko napajala.

### Napeljave v dvorcu
Dvorec je bil ogrevan na drva, zato je moral odgovorni (ime mu je bilo Florio) vedno dolagati les v ogromne peči z majolično oblogo, ki so bile v vsaki sobi. Razsvetljavo pa je napajala električna energija, pridobljena prek centrale na potoku Arzino, ki jo je dal zgraditi grof in kjer je po ceveh, s pomočjo tlačnega voda, pritekla voda iz vodovoda Agaviva. V podzemnih prostorih dvorca so bile peči, namenjene pripravi tako tipične furlanske hrane kot tradicionalnih avstrijskih jedi.
Ceconi je eno od sob dvorca spremenil v muzej, kjer je ljubosumno hranil več predmetov iz časa svojega otroštva in delovanja v podjetništvu. Med drugimi starinami so bili tudi zidarsko orodje, ki ga je uporabljal v mladosti, načrti njegovih projektov, posvetila, medalje, stari rokopisi, prejete listine in mnogi portreti delavcev in inženirjev, s katerimi je sodeloval na svoji poklicni poti.
Nedavni Razvoj dvorca
Po drugi svetovni vojni je bil dvorec podarjen pokrajinskemu uradu Economia Montana. Družina Ceconi je uradu podarila tudi vsa zemljišča in gozdove, ki jih je kupil in posadil grof. Javni urad bdi nad restavratorskimi deli v dvorcu, ki je bil zaradi potresa znova poškodovan.
24. julija 2008 je bil dokončno izročen podjetju Graphistudio, ki je poleg dvorca kupilo tudi bukov gozd v soseščini.
Ceconijev gozd
Leta 1912 je furlansko podjetje Pro montibus et sylvis grofu Ceconiju posthumno podelilo diplomo za zasluge pri pogozdovanju med letoma 1890 in 1908. Območje doline Val d' Arzino je bilo v tistem obdobju revno in plazovito. Grof Ceconi je spodbujal obsežno pogozdovanje: pravijo, da je med letoma 1890 in 1908 na svojih zemljiščih posadil okoli 1.900.000 dreves. Zatem je drevesa v gozdovih tudi vestno menjal in oskrboval, kar se je nadaljevalo tudi po njegovi smrti.
Nagrade in priznanja
Giacomu Ceconiju je posvečena srednja tehnična in obrtniška šola I.P.S.I.A. v pokrajini Videm.
1. 1 2  http://www.dizionariobiograficodeifriulani.it/ceconi-di-montececon-giacomo